# Андерс, Йозеф
Барон Йозеф фон Андерс (нем. Josef von Anders; 1851, Нассау — 9 ноября 1927, Грац) — австрийский юрист.
Окончил юридический факультет Грацского университета, там же защитил диссертацию, габилитировался с работой «К теории авторского права на литературные и художественные произведения» (нем. Beiträge zur Lehre vom literarischen und artistischen Urheberrechte; 1879, опубликована 1881), работал и преподавал всю жизнь.
Наиболее значительные труды — «Основы семейного права» (нем. Grundriss des Familienrechts; 1899, переиздание 1911) и «Основы наследственного права» (нем. Grundriss des Erbrechts; 1899, переиздание 1910).